# Крицкие
Крицкие (укр. Крицькi) — дворянский род.
Потомство Калинника Крицкого, сотенного атамана и при увольнении от службы — войскового товарища:
- Крицкий Павел Калинникович, подполковник, сыновья его:
  - Митрофан и Николай, внесены в дворянскую родословную книгу Полтавской губернии[1].

## Описание герба
Щит рассечен. В правой золотой части червленая крепостная башня. В левой лазуревой части золотой сноп пшеницы.
На щите дворянский коронованный шлем. Нашлемник: восстающий украинский казак с пистолетом за поясом. Он смотрит вправо, правая его рука лежит на пистолете. Намёт на щите справа червлёный, слева лазуревый подложенный золотом. Герб рода дворян Крицких внесен в Часть 20 Общего гербовника дворянских родов Всероссийской империи, стр. 57.